# فصل‌های باشگاه فوتبال تاتنهام هاتسپر

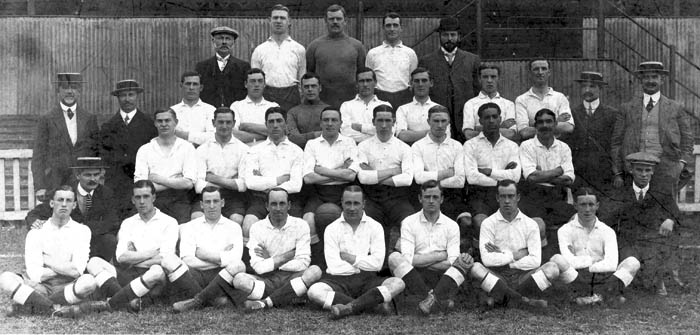
ترکیب تیم تاتنهام هاتسپر در سال ۱۹۰۹

این مقاله، فهرست فصل‌های باشگاه فوتبال تاتنهام هاتسپر در فوتبال انگلستان است و عملکرد فصل به فصل این باشگاه را از زمان اولین حضورشان در یک رقابت لیگ نمایش می‌دهد؛ از لیگ جنوبی در سال ۱۸۹۶ تا به امروز. این فهرست شامل آمار و رکوردهای باشگاه در رقابت‌های رسمی و درجه اول است و گلزنان برتر باشگاه در هر فصل را شامل می‌شود. آمار مربوط به بازی‌های دوستانه و رقابت‌های کوچک‌تر، از جمله جام برتر لندن، گنجانده نشده است. 
این باشگاه، در لیگ جنوب، لیگ لندن و لیگ غربی، هر کدام یک بار قهرمان شده و دسته اول لیگ فوتبال را دو بار بالای سر برده و سابقه قهرمانی را در هشت جام حذفی و چهار جام اتحادیه دارد. چهار بار جام خیریه را به تنهایی از آن خود کرده و سه با به اشتراک گذاشته است. دو قهرمانی و یک قهرمانی مشترک را در جام خیریه جنوبی داشتند و در بازی صندوق خیریه فوتبال حرفه‌ای لندن یازده بار قهرمان و دو بار قهرمان مشترک شدند و جام خیریه اتحادیه فوتبال لندن را دو بار به خانه بردند.
در رقابت‌های اروپایی، یک بار در جام در جام اروپا و دو بار در جام یوفا افتخار قهرمانی را کسب کردند و قهرمانی در جام برندگان جام آنگلو-ایتالین را یک بار در کارنامه‌شان ثبت کردند.
گلزنانی که نامشان پررنگ شده، همچنین بهترین گلزن آن فصل لیگ بودند.

## عملکرد فصل به فصل
| عملکرد فصل به فصل                                                                    | عملکرد فصل به فصل                     | عملکرد فصل به فصل                     | عملکرد فصل به فصل                     | عملکرد فصل به فصل                     | عملکرد فصل به فصل                     | عملکرد فصل به فصل                     | عملکرد فصل به فصل                     | عملکرد فصل به فصل                     | عملکرد فصل به فصل                     | عملکرد فصل به فصل | عملکرد فصل به فصل | عملکرد فصل به فصل       | عملکرد فصل به فصل | عملکرد فصل به فصل         | عملکرد فصل به فصل |
| فصل                                                                                  | لیگ                                   | لیگ                                   | لیگ                                   | لیگ                                   | لیگ                                   | لیگ                                   | لیگ                                   | لیگ                                   | لیگ                                   | حذفی              | اتحادیه           | اروپایی / سایر          | اروپایی / سایر    | گلزن برتر                 | گلزن برتر         |
| فصل                                                                                  | دسته                                  | بازی                                  | پ.                                    | ت.                                    | ش.                                    | گ.ز.                                  | گ.خ.                                  | امتیاز                                | رتبه                                  | حذفی              | اتحادیه           | اروپایی / سایر          | اروپایی / سایر    | بازیکن                    | گل                |
| ------------------------------------------------------------------------------------ | ------------------------------------- | ------------------------------------- | ------------------------------------- | ------------------------------------- | ------------------------------------- | ------------------------------------- | ------------------------------------- | ------------------------------------- | ------------------------------------- | ----------------- | ----------------- | ----------------------- | ----------------- | ------------------------- | ----------------- |
| ۹۷–۱۸۹۶                                                                              | ل.جنوب                                | ۲۰                                    | ۹                                     | ۴                                     | ۷                                     | ۴۳                                    | ۲۹                                    | ۲۲                                    | ۴                                     |                   |                   | ل.اتحاد                 | هشتم              | باب کلمنتس                | ۲۲                |
| ۹۷–۱۸۹۶                                                                              | ل.جنوب                                | ۲۰                                    | ۹                                     | ۴                                     | ۷                                     | ۴۳                                    | ۲۹                                    | ۲۲                                    | ۴                                     | ج.خ.ولینگبورو     | ن.ق.              |                         |                   | باب کلمنتس                | ۲۲                |
| ۹۸–۱۸۹۷                                                                              | ل.جنوب                                | ۲۲                                    | ۱۲                                    | ۴                                     | ۶                                     | ۵۲                                    | ۳۱                                    | ۲۸                                    | ۵                                     | دور. ۱            |                   | ل.اتحاد                 | دوم               | بیل جویس                  | ۳۶                |
| ۹۹–۱۸۹۸                                                                              | ل.جنوب                                | ۲۴                                    | ۱۰                                    | ۴                                     | ۱۰                                    | ۴۰                                    | ۳۶                                    | ۲۴                                    | ۷                                     | دور. ۳            |                   | ل.اتحاد                 | سوم               | جان کامرون                | ۳۴                |
| ۹۹–۱۸۹۸                                                                              | ل.جنوب                                | ۲۴                                    | ۱۰                                    | ۴                                     | ۱۰                                    | ۴۰                                    | ۳۶                                    | ۲۴                                    | ۷                                     | دور. ۳            | ل.تمس و مدوی      | چهارم                   |                   | جان کامرون                | ۳۴                |
| ۱۹۰۰–۱۸۹۹                                                                            | ل.جنوب                                | ۲۸                                    | ۲۰                                    | ۴                                     | ۴                                     | ۶۷                                    | ۲۶                                    | ۴۴                                    | ق.                                    | دور. ۱            |                   | ل.همبستگی.ج.            | دوم               | تام پِرَت                   | ۳۲                |
| ۰۱–۱۹۰۰                                                                              | ل.جنوب                                | ۲۸                                    | ۱۶                                    | ۴                                     | ۸                                     | ۵۵                                    | ۳۳                                    | ۳۶                                    | ۵                                     | ق.                |                   | ل.غربی                  | سوم               | سندی براون                | ۳۳                |
| ۰۲–۱۹۰۱                                                                              | ل.جنوب                                | ۳۰                                    | ۱۸                                    | ۶                                     | ۶                                     | ۶۱                                    | ۲۲                                    | ۴۲                                    | ۲                                     | دور. ۱            |                   | ل.غربی                  | دوم               | سندی براون                | ۳۴                |
| ۰۲–۱۹۰۱                                                                              | ل.جنوب                                | ۳۰                                    | ۱۸                                    | ۶                                     | ۶                                     | ۶۱                                    | ۲۲                                    | ۴۲                                    | ۲                                     | دور. ۱            | ل.لندن            | دوم                     |                   | سندی براون                | ۳۴                |
| ۰۲–۱۹۰۱                                                                              | ل.جنوب                                | ۳۰                                    | ۱۸                                    | ۶                                     | ۶                                     | ۶۱                                    | ۲۲                                    | ۴۲                                    | ۲                                     | دور. ۱            | ج.خ.جنوبی         | ق.                      |                   | سندی براون                | ۳۴                |
| ۰۳–۱۹۰۲                                                                              | ل.جنوب                                | ۳۰                                    | ۱۴                                    | ۷                                     | ۹                                     | ۴۷                                    | ۳۱                                    | ۳۵                                    | چهارم                                 | م. ۱/۴            |                   | ل.غربی                  | چهارم             | دیوید کوپلند              | ۱۳                |
| ۰۳–۱۹۰۲                                                                              | ل.جنوب                                | ۳۰                                    | ۱۴                                    | ۷                                     | ۹                                     | ۴۷                                    | ۳۱                                    | ۳۵                                    | چهارم                                 | م. ۱/۴            | ل.لندن            | ق.                      |                   | دیوید کوپلند              | ۱۳                |
| ۰۳–۱۹۰۲                                                                              | ل.جنوب                                | ۳۰                                    | ۱۴                                    | ۷                                     | ۹                                     | ۴۷                                    | ۳۱                                    | ۳۵                                    | چهارم                                 | م. ۱/۴            | ج.خ.جنوبی         | دور. ۱                  |                   | دیوید کوپلند              | ۱۳                |
| ۰۴–۱۹۰۳                                                                              | ل.جنوب                                | ۳۴                                    | ۱۶                                    | ۱۱                                    | ۷                                     | ۵۴                                    | ۳۷                                    | ۴۳                                    | دوم                                   | م. ۱/۴            |                   | ل.غربی                  | ق.                | جک جونز                   | ۲۶                |
| ۰۴–۱۹۰۳                                                                              | ل.جنوب                                | ۳۴                                    | ۱۶                                    | ۱۱                                    | ۷                                     | ۵۴                                    | ۳۷                                    | ۴۳                                    | دوم                                   | م. ۱/۴            | ل.لندن            | دوم                     |                   | جک جونز                   | ۲۶                |
| ۰۴–۱۹۰۳                                                                              | ل.جنوب                                | ۳۴                                    | ۱۶                                    | ۱۱                                    | ۷                                     | ۵۴                                    | ۳۷                                    | ۴۳                                    | دوم                                   | م. ۱/۴            | ج.خ.جنوبی         | دور. ۱                  |                   | جک جونز                   | ۲۶                |
| ۰۵–۱۹۰۴                                                                              | ل.جنوب                                | ۳۴                                    | ۱۵                                    | ۸                                     | ۱۱                                    | ۵۳                                    | ۳۴                                    | ۳۸                                    | پنجم                                  | دور. ۲            |                   | ل.غربی                  | هشتم              | ویویان وودوارد            | ۱۴                |
| ۰۵–۱۹۰۴                                                                              | ل.جنوب                                | ۳۴                                    | ۱۵                                    | ۸                                     | ۱۱                                    | ۵۳                                    | ۳۴                                    | ۳۸                                    | پنجم                                  | دور. ۲            | ج.خ.جنوبی         | ق. مشترک                |                   | ویویان وودوارد            | ۱۴                |
| ۰۶–۱۹۰۵                                                                              | ل.جنوب                                | ۳۴                                    | ۱۶                                    | ۷                                     | ۱۱                                    | ۴۶                                    | ۲۹                                    | ۳۹                                    | پنجم                                  | دور. ۳            |                   | ل.غربی                  | چهارم             | پیتر کایل                 | ۱۸                |
| ۰۶–۱۹۰۵                                                                              | ل.جنوب                                | ۳۴                                    | ۱۶                                    | ۷                                     | ۱۱                                    | ۴۶                                    | ۲۹                                    | ۳۹                                    | پنجم                                  | دور. ۳            | ج.خ.جنوبی         | ن.ن.                    |                   | پیتر کایل                 | ۱۸                |
| ۰۷–۱۹۰۶                                                                              | ل.جنوب                                | ۳۸                                    | ۱۷                                    | ۹                                     | ۱۲                                    | ۶۳                                    | ۴۵                                    | ۴۳                                    | ششم                                   | دور. ۳            |                   | ل.غربی                  | چهارم             | جیمز رید                  | ۲۱                |
| ۰۷–۱۹۰۶                                                                              | ل.جنوب                                | ۳۸                                    | ۱۷                                    | ۹                                     | ۱۲                                    | ۶۳                                    | ۴۵                                    | ۴۳                                    | ششم                                   | دور. ۳            | ج.خ.جنوبی         | ق.                      |                   | جیمز رید                  | ۲۱                |
| ۰۸–۱۹۰۷                                                                              | ل.جنوب                                | ۳۸                                    | ۱۷                                    | ۷                                     | ۱۴                                    | ۵۹                                    | ۴۸                                    | ۴۱                                    | هفتم                                  | دور. ۱            |                   | ل.غربی                  | سوم               | جیمی پَس                   | ۱۱                |
| ۰۸–۱۹۰۷                                                                              | ل.جنوب                                | ۳۸                                    | ۱۷                                    | ۷                                     | ۱۴                                    | ۵۹                                    | ۴۸                                    | ۴۱                                    | هفتم                                  | دور. ۱            | ج.خ.جنوبی         | دور. ۱                  |                   | جیمی پَس                   | ۱۱                |
| ۰۹–۱۹۰۸                                                                              | دسته ۲                                | ۳۸                                    | ۲۰                                    | ۱۱                                    | ۷                                     | ۶۷                                    | ۳۲                                    | ۵۱                                    | دوم                                   | دور. ۳            |                   | جام خیریه               | ن.ن.              | بیلی مینتر                | ۲۰                |
| ۰۹–۱۹۰۸                                                                              | دسته ۲                                | ۳۸                                    | ۲۰                                    | ۱۱                                    | ۷                                     | ۶۷                                    | ۳۲                                    | ۵۱                                    | دوم                                   | دور. ۳            | بازی خیریه        | ق.مشترک                 |                   | بیلی مینتر                | ۲۰                |
| ۱۰–۱۹۰۹                                                                              | دسته ۱                                | ۳۸                                    | ۱۱                                    | ۱۰                                    | ۱۷                                    | ۵۳                                    | ۶۹                                    | ۳۲                                    | ۱۵ام                                  | دور. ۳            |                   | جام خیریه               | ن.ق.              | بیلی مینتر                | ۲۳                |
| ۱۰–۱۹۰۹                                                                              | دسته ۱                                | ۳۸                                    | ۱۱                                    | ۱۰                                    | ۱۷                                    | ۵۳                                    | ۶۹                                    | ۳۲                                    | ۱۵ام                                  | دور. ۳            | بازی خیریه        | ق.                      |                   | بیلی مینتر                | ۲۳                |
| ۱۱–۱۹۱۰                                                                              | دسته ۱                                | ۳۸                                    | ۱۳                                    | ۶                                     | ۱۹                                    | ۵۲                                    | ۶۳                                    | ۳۲                                    | ۱۵ام                                  | دور. ۲            |                   | جام خیریه               | ق.                | بیلی مینتر                | ۲۵                |
| ۱۱–۱۹۱۰                                                                              | دسته ۱                                | ۳۸                                    | ۱۳                                    | ۶                                     | ۱۹                                    | ۵۲                                    | ۶۳                                    | ۳۲                                    | ۱۵ام                                  | دور. ۲            | بازی خیریه        | ق.                      |                   | بیلی مینتر                | ۲۵                |
| ۱۲–۱۹۱۱                                                                              | دسته ۱                                | ۳۸                                    | ۱۴                                    | ۹                                     | ۱۵                                    | ۵۳                                    | ۵۳                                    | ۳۷                                    | ۱۲ام                                  | دور. ۱            |                   | جام خیریه               | دور. ۱            | بیلی مینتر                | ۱۸                |
| ۱۲–۱۹۱۱                                                                              | دسته ۱                                | ۳۸                                    | ۱۴                                    | ۹                                     | ۱۵                                    | ۵۳                                    | ۵۳                                    | ۳۷                                    | ۱۲ام                                  | دور. ۱            | بازی خیریه        | ق.                      |                   | بیلی مینتر                | ۱۸                |
| ۱۳–۱۹۱۲                                                                              | دسته ۱                                | ۳۸                                    | ۱۲                                    | ۶                                     | ۲۰                                    | ۴۵                                    | ۷۲                                    | ۳۰                                    | ۱۷ام                                  | دور. ۲            |                   | جام خیریه               | دور. ۲            | بیلی مینتر                | ۱۷                |
| ۱۳–۱۹۱۲                                                                              | دسته ۱                                | ۳۸                                    | ۱۲                                    | ۶                                     | ۲۰                                    | ۴۵                                    | ۷۲                                    | ۳۰                                    | ۱۷ام                                  | دور. ۲            | بازی خیریه        | باخت                    |                   | بیلی مینتر                | ۱۷                |
| ۱۴–۱۹۱۳                                                                              | دسته ۱                                | ۳۸                                    | ۱۲                                    | ۱۰                                    | ۱۶                                    | ۵۰                                    | ۶۲                                    | ۳۴                                    | ۱۷ام                                  | دور. ۲            |                   | جام خیریه               | ن.ق.              | جیمی کانترل               | ۲۱                |
| ۱۴–۱۹۱۳                                                                              | دسته ۱                                | ۳۸                                    | ۱۲                                    | ۱۰                                    | ۱۶                                    | ۵۰                                    | ۶۲                                    | ۳۴                                    | ۱۷ام                                  | دور. ۲            | بازی خیریه        | باخت                    |                   | جیمی کانترل               | ۲۱                |
| ۱۵–۱۹۱۴                                                                              | دسته ۱                                | ۳۸                                    | ۸                                     | ۱۲                                    | ۱۸                                    | ۵۷                                    | ۹۰                                    | ۲۸                                    | ۲۰ام                                  | دور. ۲            |                   | جام خیریه               | دور. ۲            | برت بلیس                  | ۲۱                |
| ۱۵–۱۹۱۴                                                                              | دسته ۱                                | ۳۸                                    | ۸                                     | ۱۲                                    | ۱۸                                    | ۵۷                                    | ۹۰                                    | ۲۸                                    | ۲۰ام                                  | دور. ۲            | بازی خیریه        | مشترک                   |                   | برت بلیس                  | ۲۱                |
| در فاصله سال‌های ۱۹۱۵ تا ۱۹۱۹ به دلیل جنگ جهانی اول، هیچ بازی فوتبال رسمی برگزار نشد. |                                       |                                       |                                       |                                       |                                       |                                       |                                       |                                       |                                       |                   |                   |                         |                   |                           |                   |
| ۲۰–۱۹۱۹                                                                              | دسته ۲                                | ۴۲                                    | ۳۲                                    | ۶                                     | ۴                                     | ۱۰۲                                   | ۳۲                                    | ۷۰                                    | ق.                                    | دور. ۴            |                   | جام خیریه               | دور. ۲            | برت بلیس                  | ۳۳                |
| ۲۰–۱۹۱۹                                                                              | دسته ۲                                | ۴۲                                    | ۳۲                                    | ۶                                     | ۴                                     | ۱۰۲                                   | ۳۲                                    | ۷۰                                    | ق.                                    | دور. ۴            | بازی خیریه        | ق.                      |                   | برت بلیس                  | ۳۳                |
| ۲۰–۱۹۱۹                                                                              | دسته ۲                                | ۴۲                                    | ۳۲                                    | ۶                                     | ۴                                     | ۱۰۲                                   | ۳۲                                    | ۷۰                                    | ق.                                    | دور. ۴            | جام خیریه         | ن.ق.                    |                   | برت بلیس                  | ۳۳                |
| ۲۱–۱۹۲۰                                                                              | دسته ۱                                | ۴۲                                    | ۱۹                                    | ۹                                     | ۱۴                                    | ۷۰                                    | ۴۸                                    | ۴۷                                    | ششم                                   | ق.                |                   | جام خیریه               | ن.ن.              | برت بلیس                  | ۲۳                |
| ۲۱–۱۹۲۰                                                                              | دسته ۱                                | ۴۲                                    | ۱۹                                    | ۹                                     | ۱۴                                    | ۷۰                                    | ۴۸                                    | ۴۷                                    | ششم                                   | ق.                | بازی خیریه        | ق.                      |                   | برت بلیس                  | ۲۳                |
| ۲۱–۱۹۲۰                                                                              | دسته ۱                                | ۴۲                                    | ۱۹                                    | ۹                                     | ۱۴                                    | ۷۰                                    | ۴۸                                    | ۴۷                                    | ششم                                   | ق.                | جام خیریه         | ق.                      |                   | برت بلیس                  | ۲۳                |
| ۲۲–۱۹۲۱                                                                              | دسته ۱                                | ۴۲                                    | ۲۱                                    | ۹                                     | ۱۲                                    | ۶۵                                    | ۳۹                                    | ۵۱                                    | دوم                                   | ن.ن.              |                   | جام خیریه               | ن.ن.              | جیمی سیدچارلی ویلسون      | ۱۴                |
| ۲۲–۱۹۲۱                                                                              | دسته ۱                                | ۴۲                                    | ۲۱                                    | ۹                                     | ۱۲                                    | ۶۵                                    | ۳۹                                    | ۵۱                                    | دوم                                   | ن.ن.              | بازی خیریه        | ن.ق.                    |                   | جیمی سیدچارلی ویلسون      | ۱۴                |
| ۲۳–۱۹۲۲                                                                              | دسته ۱                                | ۴۲                                    | ۱۷                                    | ۷                                     | ۱۸                                    | ۵۰                                    | ۵۰                                    | ۴۱                                    | ۱۲ام                                  | دور. ۴            |                   | جام خیریه               | دور. ۱            | الکس لیندزی               | ۱۷                |
| ۲۳–۱۹۲۲                                                                              | دسته ۱                                | ۴۲                                    | ۱۷                                    | ۷                                     | ۱۸                                    | ۵۰                                    | ۵۰                                    | ۴۱                                    | ۱۲ام                                  | دور. ۴            | بازی خیریه        | ق.                      |                   | الکس لیندزی               | ۱۷                |
| ۲۴–۱۹۲۳                                                                              | دسته ۱                                | ۴۲                                    | ۱۲                                    | ۱۴                                    | ۱۶                                    | ۵۰                                    | ۵۶                                    | ۳۸                                    | ۱۵ام                                  | دور. ۱            |                   | جام خیریه               | دور. ۲            | الکس لیندزی               | ۲۰                |
| ۲۴–۱۹۲۳                                                                              | دسته ۱                                | ۴۲                                    | ۱۲                                    | ۱۴                                    | ۱۶                                    | ۵۰                                    | ۵۶                                    | ۳۸                                    | ۱۵ام                                  | دور. ۱            | بازی خیریه        | ن.ق.                    |                   | الکس لیندزی               | ۲۰                |
| ۲۵–۱۹۲۴                                                                              | دسته ۱                                | ۴۲                                    | ۱۵                                    | ۱۲                                    | ۱۵                                    | ۵۲                                    | ۴۳                                    | ۴۲                                    | ۱۲ام                                  | دور. ۳            |                   | جام خیریه               | ن.ن.              | جیمی سید                  | ۲۰                |
| ۲۵–۱۹۲۴                                                                              | دسته ۱                                | ۴۲                                    | ۱۵                                    | ۱۲                                    | ۱۵                                    | ۵۲                                    | ۴۳                                    | ۴۲                                    | ۱۲ام                                  | دور. ۳            | بازی خیریه        | ن.ق.                    |                   | جیمی سید                  | ۲۰                |
| ۲۶–۱۹۲۵                                                                              | دسته ۱                                | ۴۲                                    | ۱۵                                    | ۹                                     | ۱۸                                    | ۶۶                                    | ۷۹                                    | ۳۹                                    | ۱۵ام                                  | دور. ۲            |                   | جام خیریه               | دور. ۱            | فرانک ازبورن              | ۲۷                |
| ۲۶–۱۹۲۵                                                                              | دسته ۱                                | ۴۲                                    | ۱۵                                    | ۹                                     | ۱۸                                    | ۶۶                                    | ۷۹                                    | ۳۹                                    | ۱۵ام                                  | دور. ۲            | بازی خیریه        | ق.                      |                   | فرانک ازبورن              | ۲۷                |
| ۲۷–۱۹۲۶                                                                              | دسته ۱                                | ۴۲                                    | ۱۶                                    | ۹                                     | ۱۷                                    | ۷۶                                    | ۷۸                                    | ۴۱                                    | ۱۳ام                                  | دور. ۳            |                   | جام خیریه               | دور. ۱            | جیمی دیموک                | ۲۱                |
| ۲۷–۱۹۲۶                                                                              | دسته ۱                                | ۴۲                                    | ۱۶                                    | ۹                                     | ۱۷                                    | ۷۶                                    | ۷۸                                    | ۴۱                                    | ۱۳ام                                  | دور. ۳            | بازی خیریه        | ق.                      |                   | جیمی دیموک                | ۲۱                |
| ۲۸–۱۹۲۷                                                                              | دسته ۱                                | ۴۲                                    | ۱۵                                    | ۸                                     | ۱۹                                    | ۷۴                                    | ۸۶                                    | ۳۸                                    | ۲۱ام                                  | دور. ۶            |                   | جام خیریه               | دور. ۱            | تافی اوکالاگان            | ۲۸                |
| ۲۸–۱۹۲۷                                                                              | دسته ۱                                | ۴۲                                    | ۱۵                                    | ۸                                     | ۱۹                                    | ۷۴                                    | ۸۶                                    | ۳۸                                    | ۲۱ام                                  | دور. ۶            | بازی خیریه        | ق.                      |                   | تافی اوکالاگان            | ۲۸                |
| ۲۹–۱۹۲۸                                                                              | دسته ۲                                | ۴۲                                    | ۱۷                                    | ۹                                     | ۱۶                                    | ۷۵                                    | ۸۱                                    | ۴۳                                    | دهم                                   | دور. ۳            |                   | جام خیریه               | ق.                | فرانک ازبورن              | ۱۶                |
| ۲۹–۱۹۲۸                                                                              | دسته ۲                                | ۴۲                                    | ۱۷                                    | ۹                                     | ۱۶                                    | ۷۵                                    | ۸۱                                    | ۴۳                                    | دهم                                   | دور. ۳            | بازی خیریه        | ق.                      |                   | فرانک ازبورن              | ۱۶                |
| ۳۰–۱۹۲۹                                                                              | دسته ۲                                | ۴۲                                    | ۱۵                                    | ۹                                     | ۱۸                                    | ۵۹                                    | ۶۱                                    | ۳۹                                    | ۱۲ام                                  | دور. ۳            |                   | جام خیریه               | دور. ۱            | تد هارپر                  | ۱۴                |
| ۳۰–۱۹۲۹                                                                              | دسته ۲                                | ۴۲                                    | ۱۵                                    | ۹                                     | ۱۸                                    | ۵۹                                    | ۶۱                                    | ۳۹                                    | ۱۲ام                                  | دور. ۳            | بازی خیریه        | ق.                      |                   | تد هارپر                  | ۱۴                |
| ۳۱–۱۹۳۰                                                                              | دسته ۲                                | ۴۲                                    | ۲۲                                    | ۷                                     | ۱۳                                    | ۸۸                                    | ۵۵                                    | ۵۱                                    | سوم                                   | دور. ۴            |                   | جام خیریه               | ن.ق.              | تد هارپر                  | ۳۶                |
| ۳۱–۱۹۳۰                                                                              | دسته ۲                                | ۴۲                                    | ۲۲                                    | ۷                                     | ۱۳                                    | ۸۸                                    | ۵۵                                    | ۵۱                                    | سوم                                   | دور. ۴            | بازی خیریه        | مشترک                   |                   | تد هارپر                  | ۳۶                |
| ۳۲–۱۹۳۱                                                                              | دسته ۲                                | ۴۲                                    | ۱۶                                    | ۱۱                                    | ۱۵                                    | ۸۷                                    | ۷۸                                    | ۴۳                                    | هشتم                                  | دور. ۳            |                   |                         |                   | جرج هانت                  | ۲۶                |
| ۳۳–۱۹۳۲                                                                              | دسته ۲                                | ۴۲                                    | ۲۰                                    | ۱۵                                    | ۷                                     | ۹۶                                    | ۵۱                                    | ۵۵                                    | دوم                                   | دور. ۴            |                   |                         |                   | جرج هانت                  | ۳۶                |
| ۳۴–۱۹۳۳                                                                              | دسته ۱                                | ۴۲                                    | ۲۱                                    | ۷                                     | ۱۴                                    | ۷۹                                    | ۵۶                                    | ۴۹                                    | سوم                                   | دور. ۵            |                   |                         |                   | جرج هانت                  | ۳۵                |
| ۳۵–۱۹۳۴                                                                              | دسته ۱                                | ۴۲                                    | ۱۰                                    | ۱۰                                    | ۲۲                                    | ۵۴                                    | ۹۳                                    | ۳۰                                    | ۲۲ام                                  | دور. ۵            |                   |                         |                   | ویلی اوانز                | ۲۸                |
| ۳۶–۱۹۳۵                                                                              | دسته ۲                                | ۴۲                                    | ۱۸                                    | ۱۳                                    | ۱۱                                    | ۹۱                                    | ۵۵                                    | ۴۹                                    | پنجم                                  | م. ۱/۴            |                   |                         |                   | جانی موریسون              | ۲۸                |
| ۳۷–۱۹۳۶                                                                              | دسته ۲                                | ۴۲                                    | ۱۷                                    | ۹                                     | ۱۶                                    | ۸۸                                    | ۶۶                                    | ۴۳                                    | دهم                                   | م. ۱/۴            |                   |                         |                   | جانی موریسون              | ۳۵                |
| ۳۸–۱۹۳۷                                                                              | دسته ۲                                | ۴۲                                    | ۱۹                                    | ۶                                     | ۱۷                                    | ۷۶                                    | ۵۴                                    | ۴۴                                    | پنجم                                  | م. ۱/۴            |                   |                         |                   | جانی موریسون              | ۲۵                |
| ۳۹–۱۹۳۸                                                                              | دسته ۲                                | ۴۲                                    | ۱۹                                    | ۹                                     | ۱۴                                    | ۶۷                                    | ۶۲                                    | ۴۷                                    | هشتم                                  | دور. ۴            |                   |                         |                   | آلبرت هالجانی موریسون     | ۱۱                |
| در فاصله سال‌های ۱۹۳۹ تا ۱۹۴۵ به دلیل جنگ جهانی دوم، هیچ بازی فوتبال رسمی برگزار نشد. |                                       |                                       |                                       |                                       |                                       |                                       |                                       |                                       |                                       |                   |                   |                         |                   |                           |                   |
| ۴۶–۱۹۴۵                                                                              | در فصل ۴۶–۱۹۴۵ لیگ فوتبال وجود نداشت. | در فصل ۴۶–۱۹۴۵ لیگ فوتبال وجود نداشت. | در فصل ۴۶–۱۹۴۵ لیگ فوتبال وجود نداشت. | در فصل ۴۶–۱۹۴۵ لیگ فوتبال وجود نداشت. | در فصل ۴۶–۱۹۴۵ لیگ فوتبال وجود نداشت. | در فصل ۴۶–۱۹۴۵ لیگ فوتبال وجود نداشت. | در فصل ۴۶–۱۹۴۵ لیگ فوتبال وجود نداشت. | در فصل ۴۶–۱۹۴۵ لیگ فوتبال وجود نداشت. | در فصل ۴۶–۱۹۴۵ لیگ فوتبال وجود نداشت. | دور. ۳            |                   |                         |                   |                           |                   |
| ۴۷–۱۹۴۶                                                                              | دسته ۲                                | ۴۲                                    | ۱۷                                    | ۱۴                                    | ۱۱                                    | ۶۵                                    | ۵۳                                    | ۴۸                                    | ششم                                   | دور. ۳            |                   |                         |                   | جرج فورمن                 | ۱۴                |
| ۴۸–۱۹۴۷                                                                              | دسته ۲                                | ۴۲                                    | ۱۵                                    | ۱۴                                    | ۱۳                                    | ۵۶                                    | ۴۳                                    | ۴۴                                    | هشتم                                  | ن.ن.              |                   |                         |                   | لن دوکومین                | ۲۴                |
| ۴۹–۱۹۴۸                                                                              | دسته ۲                                | ۴۲                                    | ۱۷                                    | ۱۶                                    | ۹                                     | ۷۲                                    | ۴۴                                    | ۵۰                                    | پنجم                                  | دور. ۳            |                   |                         |                   | لس بنت                    | ۱۹                |
| ۵۰–۱۹۴۹                                                                              | دسته ۲                                | ۴۲                                    | ۲۷                                    | ۷                                     | ۸                                     | ۸۱                                    | ۳۵                                    | ۶۱                                    | ق.                                    | دور. ۵            |                   |                         |                   | لس مدلی                   | ۱۹                |
| ۵۱–۱۹۵۰                                                                              | دسته ۱                                | ۴۲                                    | ۲۵                                    | ۱۰                                    | ۷                                     | ۸۲                                    | ۴۴                                    | ۶۰                                    | ق.                                    | دور. ۳            |                   |                         |                   | سونی والترز               | ۱۵                |
| ۵۲–۱۹۵۱                                                                              | دسته ۱                                | ۴۲                                    | ۲۲                                    | ۹                                     | ۱۱                                    | ۷۶                                    | ۵۱                                    | ۵۳                                    | دوم                                   | دور. ۴            |                   | جام خیریه               | ق.                | لس بنت                    | ۲۱                |
| ۵۳–۱۹۵۲                                                                              | دسته ۱                                | ۴۲                                    | ۱۵                                    | ۱۱                                    | ۱۶                                    | ۷۸                                    | ۶۹                                    | ۴۱                                    | دهم                                   | ن.ن.              |                   |                         |                   | لن دوکومین                | ۲۴                |
| ۵۴–۱۹۵۳                                                                              | دسته ۱                                | ۴۲                                    | ۱۶                                    | ۵                                     | ۲۱                                    | ۶۵                                    | ۷۶                                    | ۳۷                                    | ۱۶ام                                  | م. ۱/۴            |                   |                         |                   | جرج رابسونی والترز        | ۱۶                |
| ۵۵–۱۹۵۴                                                                              | دسته ۱                                | ۴۲                                    | ۱۶                                    | ۸                                     | ۱۸                                    | ۷۲                                    | ۷۳                                    | ۴۰                                    | ۱۶ام                                  | دور. ۵            |                   |                         |                   | جانی گوین                 | ۱۴                |
| ۵۶–۱۹۵۵                                                                              | دسته ۱                                | ۴۲                                    | ۱۵                                    | ۷                                     | ۲۰                                    | ۶۱                                    | ۷۱                                    | ۳۷                                    | ۱۸ام                                  | ن.ن.              |                   |                         |                   | بابی اسمیت                | ۱۳                |
| ۵۷–۱۹۵۶                                                                              | دسته ۱                                | ۴۲                                    | ۲۲                                    | ۱۲                                    | ۸                                     | ۱۰۴                                   | ۵۶                                    | ۵۶                                    | دوم                                   | دور. ۵            |                   |                         |                   | بابی اسمیتالفی استوکس     | ۱۹                |
| ۵۸–۱۹۵۷                                                                              | دسته ۱                                | ۴۲                                    | ۲۱                                    | ۹                                     | ۱۲                                    | ۹۳                                    | ۷۷                                    | ۵۱                                    | سوم                                   | دور. ۴            |                   |                         |                   | بابی اسمیت                | ۳۸                |
| ۵۹–۱۹۵۸                                                                              | دسته ۱                                | ۴۲                                    | ۱۳                                    | ۱۰                                    | ۱۹                                    | ۸۵                                    | ۹۵                                    | ۳۶                                    | ۱۸ام                                  | دور. ۵            |                   |                         |                   | بابی اسمیت                | ۳۵                |
| ۶۰–۱۹۵۹                                                                              | دسته ۱                                | ۴۲                                    | ۲۱                                    | ۱۱                                    | ۱۰                                    | ۸۶                                    | ۵۰                                    | ۵۳                                    | سوم                                   | دور. ۵            |                   |                         |                   | بابی اسمیت                | ۳۰                |
| ۶۱–۱۹۶۰                                                                              | دسته ۱                                | ۴۲                                    | ۳۱                                    | ۴                                     | ۷                                     | ۱۱۵                                   | ۵۵                                    | ۶۶                                    | ق.                                    | ق.                |                   |                         |                   | بابی اسمیت                | ۳۳                |
| ۶۲–۱۹۶۱                                                                              | دسته ۱                                | ۴۲                                    | ۲۱                                    | ۱۰                                    | ۱۱                                    | ۸۸                                    | ۶۹                                    | ۵۲                                    | سوم                                   | ق.                |                   | جام خیریه               | ق.                | جیمی گریوز                | ۳۰                |
| ۶۲–۱۹۶۱                                                                              | دسته ۱                                | ۴۲                                    | ۲۱                                    | ۱۰                                    | ۱۱                                    | ۸۸                                    | ۶۹                                    | ۵۲                                    | سوم                                   | ق.                | ل.ق.اروپا         | ن.ن.                    |                   |                           |                   |
| ۶۳–۱۹۶۲                                                                              | دسته ۱                                | ۴۲                                    | ۲۳                                    | ۹                                     | ۱۰                                    | ۱۱۱                                   | ۶۲                                    | ۵۵                                    | دوم                                   | دور. ۳            |                   | جام خیریه               | ق.                | جیمی گریوز                | ۴۴                |
| ۶۳–۱۹۶۲                                                                              | دسته ۱                                | ۴۲                                    | ۲۳                                    | ۹                                     | ۱۰                                    | ۱۱۱                                   | ۶۲                                    | ۵۵                                    | دوم                                   | دور. ۳            | ج.در.ج.           | ق.                      |                   |                           |                   |
| ۶۴–۱۹۶۳                                                                              | دسته ۱                                | ۴۲                                    | ۲۲                                    | ۷                                     | ۱۳                                    | ۹۷                                    | ۸۱                                    | ۵۱                                    | چهارم                                 | دور. ۳            |                   | ج.در.ج.                 | دور. ۲            | جیمی گریوز                | ۳۶                |
| ۶۵–۱۹۶۴                                                                              | دسته ۱                                | ۴۲                                    | ۱۹                                    | ۷                                     | ۱۶                                    | ۸۷                                    | ۷۱                                    | ۴۵                                    | ششم                                   | دور. ۵            |                   |                         |                   | جیمی گریوز                | ۳۵                |
| ۶۶–۱۹۶۵                                                                              | دسته ۱                                | ۴۲                                    | ۱۶                                    | ۱۲                                    | ۱۴                                    | ۷۵                                    | ۶۶                                    | ۴۴                                    | هشتم                                  | دور. ۵            |                   |                         |                   | جیمی گریوز                | ۱۶                |
| ۶۷–۱۹۶۶                                                                              | دسته ۱                                | ۴۲                                    | ۲۴                                    | ۸                                     | ۱۰                                    | ۷۱                                    | ۴۸                                    | ۵۶                                    | سوم                                   | ق.                | دور. ۲            |                         |                   | جیمی گریوز                | ۳۱                |
| ۶۸–۱۹۶۷                                                                              | دسته ۱                                | ۴۲                                    | ۱۹                                    | ۹                                     | ۱۴                                    | ۷۰                                    | ۵۹                                    | ۴۷                                    | هفتم                                  | دور. ۵            |                   | جام خیریه               | مشترک             | جیمی گریوز                | ۲۹                |
| ۶۸–۱۹۶۷                                                                              | دسته ۱                                | ۴۲                                    | ۱۹                                    | ۹                                     | ۱۴                                    | ۷۰                                    | ۵۹                                    | ۴۷                                    | هفتم                                  | دور. ۵            | ج.در.ج.           | دور. ۲                  |                   | جیمی گریوز                | ۲۹                |
| ۶۹–۱۹۶۸                                                                              | دسته ۱                                | ۴۲                                    | ۱۴                                    | ۱۷                                    | ۱۱                                    | ۶۱                                    | ۵۱                                    | ۴۵                                    | ششم                                   | م. ۱/۴            | ن.ن.              |                         |                   | جیمی گریوز                | ۳۶                |
| ۷۰–۱۹۶۹                                                                              | دسته ۱                                | ۴۲                                    | ۱۷                                    | ۹                                     | ۱۶                                    | ۵۴                                    | ۵۵                                    | ۴۳                                    | ۱۱ام                                  | دور. ۴            | دور. ۲            |                         |                   | مارتین چیورسجیمی گریوز    | ۱۱                |
| ۷۱–۱۹۷۰                                                                              | دسته ۱                                | ۴۲                                    | ۱۹                                    | ۱۴                                    | ۹                                     | ۵۴                                    | ۳۳                                    | ۵۲                                    | سوم                                   | م. ۱/۴            | ق.                | ج.تکساکو                | دور. ۲            | مارتین چیورس              | ۳۴                |
| ۷۲–۱۹۷۱                                                                              | دسته ۱                                | ۴۲                                    | ۱۹                                    | ۱۳                                    | ۱۰                                    | ۶۳                                    | ۴۲                                    | ۵۱                                    | ششم                                   | م. ۱/۴            | ن.ن.              | ج.یوفا                  | ق.                |                           |                   |
| ۷۲–۱۹۷۱                                                                              | دسته ۱                                | ۴۲                                    | ۱۹                                    | ۱۳                                    | ۱۰                                    | ۶۳                                    | ۴۲                                    | ۵۱                                    | ششم                                   | م. ۱/۴            | ن.ن.              | ج.اتحادیه آنگلو-ایتالین | ق.                | مارتین چیورس              | ۴۴                |
| ۷۳–۱۹۷۲                                                                              | دسته ۱                                | ۴۲                                    | ۱۶                                    | ۱۳                                    | ۱۳                                    | ۵۸                                    | ۴۸                                    | ۴۵                                    | هشتم                                  | دور. ۴            | ق.                | ج.یوفا                  | ن.ن.              | مارتین چیورس              | ۳۳                |
| ۷۴–۱۹۷۳                                                                              | دسته ۱                                | ۴۲                                    | ۱۴                                    | ۱۴                                    | ۱۴                                    | ۴۵                                    | ۵۰                                    | ۴۲                                    | ۱۱ام                                  | دور. ۳            | دور. ۲            | ج.یوفا                  | ن.ق.              | مارتین چیورس              | ۲۳                |
| ۷۵–۱۹۷۴                                                                              | دسته ۱                                | ۴۲                                    | ۱۳                                    | ۸                                     | ۲۱                                    | ۵۲                                    | ۶۳                                    | ۳۴                                    | ۱۹ام                                  | دور. ۳            | دور. ۲            |                         |                   | جان دانکن                 | ۱۲                |
| ۷۶–۱۹۷۵                                                                              | دسته ۱                                | ۴۲                                    | ۱۴                                    | ۱۵                                    | ۱۳                                    | ۶۳                                    | ۶۳                                    | ۴۳                                    | نهم                                   | دور. ۳            | ن.ن.              |                         |                   | جان دانکن                 | ۲۵                |
| ۷۷–۱۹۷۶                                                                              | دسته ۱                                | ۴۲                                    | ۱۲                                    | ۹                                     | ۲۱                                    | ۴۸                                    | ۷۲                                    | ۳۳                                    | ۲۲ام                                  | دور. ۳            | دور. ۳            |                         |                   | کریس جونز                 | ۹                 |
| ۷۸–۱۹۷۷                                                                              | دسته ۲                                | ۴۲                                    | ۲۰                                    | ۱۶                                    | ۶                                     | ۸۳                                    | ۴۹                                    | ۵۶                                    | سوم                                   | دور. ۳            | دور. ۳            |                         |                   | جان دانکن                 | ۲۰                |
| ۷۹–۱۹۷۸                                                                              | دسته ۱                                | ۴۲                                    | ۱۳                                    | ۱۵                                    | ۱۴                                    | ۴۸                                    | ۶۱                                    | ۴۱                                    | ۱۱ام                                  | م. ۱/۴            | دور. ۲            |                         |                   | پیتر تیلور                | ۱۲                |
| ۸۰–۱۹۷۹                                                                              | دسته ۱                                | ۴۲                                    | ۱۵                                    | ۱۰                                    | ۱۷                                    | ۵۲                                    | ۶۲                                    | ۴۰                                    | ۱۴ام                                  | م. ۱/۴            | دور. ۲            |                         |                   | گلن هادل                  | ۲۲                |
| ۸۱–۱۹۸۰                                                                              | دسته ۱                                | ۴۲                                    | ۱۴                                    | ۱۵                                    | ۱۳                                    | ۷۰                                    | ۶۸                                    | ۴۳                                    | دهم                                   | ق.                | م. ۱/۴            |                         |                   | استیو آرچیبالد            | ۲۵                |
| ۸۲–۱۹۸۱                                                                              | دسته ۱                                | ۴۲                                    | ۲۰                                    | ۱۱                                    | ۱۱                                    | ۶۷                                    | ۴۸                                    | ۷۱                                    | چهارم                                 | ق.                | ن.ق.              | جام خیریه               | مشترک             | گارث کروکس                | ۱۸                |
| ۸۲–۱۹۸۱                                                                              | دسته ۱                                | ۴۲                                    | ۲۰                                    | ۱۱                                    | ۱۱                                    | ۶۷                                    | ۴۸                                    | ۷۱                                    | چهارم                                 | ق.                | ن.ق.              | ج.در.ج.                 | ن.ن.              | گارث کروکس                | ۱۸                |
| ۸۳–۱۹۸۲                                                                              | دسته ۱                                | ۴۲                                    | ۲۰                                    | ۹                                     | ۱۳                                    | ۶۵                                    | ۵۰                                    | ۶۹                                    | چهارم                                 | دور. ۵            | م. ۱/۴            | جام خیریه               | ن.ق.              | استیو آرچیبالدگارث کروکس  | ۱۵                |
| ۸۳–۱۹۸۲                                                                              | دسته ۱                                | ۴۲                                    | ۲۰                                    | ۹                                     | ۱۳                                    | ۶۵                                    | ۵۰                                    | ۶۹                                    | چهارم                                 | دور. ۵            | م. ۱/۴            | ج.در.ج.                 | دور. ۲            | استیو آرچیبالدگارث کروکس  | ۱۵                |
| ۸۴–۱۹۸۳                                                                              | دسته ۱                                | ۴۲                                    | ۱۷                                    | ۱۰                                    | ۱۵                                    | ۶۴                                    | ۶۵                                    | ۶۱                                    | هشتم                                  | دور. ۴            | دور. ۳            | ج.یوفا                  | ق.                | استیو آرچیبالد            | ۲۸                |
| ۸۵–۱۹۸۴                                                                              | دسته ۱                                | ۴۲                                    | ۲۳                                    | ۸                                     | ۱۱                                    | ۷۸                                    | ۵۱                                    | ۷۷                                    | سوم                                   | دور. ۴            | دور. ۴            | ج.یوفا                  | م. ۱/۴            | مارک فالکو                | ۲۹                |
| ۸۶–۱۹۸۵                                                                              | دسته ۱                                | ۴۲                                    | ۱۹                                    | ۸                                     | ۱۵                                    | ۷۴                                    | ۵۲                                    | ۶۵                                    | دهم                                   | دور. ۵            | دور. ۴            | ج.یوفا                  | [ یادداشت ۱۳ ]    | مارک فالکو                | ۲۵                |
| ۸۶–۱۹۸۵                                                                              | دسته ۱                                | ۴۲                                    | ۱۹                                    | ۸                                     | ۱۵                                    | ۷۴                                    | ۵۲                                    | ۶۵                                    | دهم                                   | دور. ۵            | دور. ۴            | سوپرجام.ل.ف.            | ن.ن.              | مارک فالکو                | ۲۵                |
| ۸۷–۱۹۸۶                                                                              | دسته ۱                                | ۴۲                                    | ۲۱                                    | ۸                                     | ۱۳                                    | ۶۸                                    | ۴۳                                    | ۷۱                                    | سوم                                   | ن.ق.              | ن.ن.              |                         |                   | کلایو آلن                 | ۴۹                |
| ۸۸–۱۹۸۷                                                                              | دسته ۱                                | ۴۰                                    | ۱۲                                    | ۱۱                                    | ۱۷                                    | ۳۸                                    | ۴۸                                    | ۴۷                                    | ۱۳ام                                  | دور. ۴            | دور. ۳            | ج.یوفا                  | [ یادداشت ۱۳ ]    | کلایو آلن                 | ۱۳                |
| ۸۹–۱۹۸۸                                                                              | دسته ۱                                | ۳۸                                    | ۱۵                                    | ۱۲                                    | ۱۱                                    | ۶۰                                    | ۴۶                                    | ۵۷                                    | ششم                                   | دور. ۳            | دور. ۴            |                         |                   | کریس وادل                 | ۱۴                |
| ۹۰–۱۹۸۹                                                                              | دسته ۱                                | ۳۸                                    | ۱۹                                    | ۶                                     | ۱۳                                    | ۵۹                                    | ۴۷                                    | ۶۳                                    | سوم                                   | دور. ۳            | م. ۱/۴            | ج.یوفا                  | [ یادداشت ۱۳ ]    | گری لینه‌کر                | ۲۶                |
| ۹۱–۱۹۹۰                                                                              | دسته ۱                                | ۳۸                                    | ۱۱                                    | ۱۶                                    | ۱۱                                    | ۵۱                                    | ۵۰                                    | ۴۹                                    | دهم                                   | ق.                | م. ۱/۴            |                         |                   | گری لینه‌کرپل گسکویین      | ۱۹                |
| ۹۲–۱۹۹۱                                                                              | دسته ۱                                | ۴۲                                    | ۱۵                                    | ۷                                     | ۲۰                                    | ۵۸                                    | ۶۳                                    | ۵۲                                    | ۱۵ام                                  | دور. ۳            | ن.ن.              | جام خیریه               | مشترک             | گری لینه‌کر                | ۳۵                |
| ۹۲–۱۹۹۱                                                                              | دسته ۱                                | ۴۲                                    | ۱۵                                    | ۷                                     | ۲۰                                    | ۵۸                                    | ۶۳                                    | ۵۲                                    | ۱۵ام                                  | دور. ۳            | ن.ن.              | ج.در.ج.                 | م. ۱/۴            | گری لینه‌کر                | ۳۵                |
| ۹۳–۱۹۹۲                                                                              | لیگ برتر                              | ۴۲                                    | ۱۶                                    | ۱۱                                    | ۱۵                                    | ۶۰                                    | ۶۶                                    | ۵۹                                    | هشتم                                  | ن.ن.              | دور. ۳            |                         |                   | تدی شرینگهام              | ۲۸                |
| ۹۴–۱۹۹۳                                                                              | لیگ برتر                              | ۴۲                                    | ۱۱                                    | ۱۲                                    | ۱۹                                    | ۵۴                                    | ۵۹                                    | ۴۵                                    | ۱۵ام                                  | دور. ۴            | م. ۱/۴            |                         |                   | تدی شرینگهام              | ۱۵                |
| ۹۵–۱۹۹۴                                                                              | لیگ برتر                              | ۴۲                                    | ۱۶                                    | ۱۴                                    | ۱۲                                    | ۶۶                                    | ۵۸                                    | ۶۲                                    | هفتم                                  | ن.ن.              | دور. ۳            |                         |                   | یورگن کلینزمن             | ۲۹                |
| ۹۶–۱۹۹۵                                                                              | لیگ برتر                              | ۳۸                                    | ۱۶                                    | ۱۳                                    | ۹                                     | ۵۰                                    | ۳۸                                    | ۶۱                                    | هشتم                                  | دور. ۵            | دور. ۳            | جام اینترتوتو           | م.گ.              | تدی شرینگهام              | ۲۴                |
| ۹۷–۱۹۹۶                                                                              | لیگ برتر                              | ۳۸                                    | ۱۳                                    | ۷                                     | ۱۸                                    | ۴۴                                    | ۵۱                                    | ۴۶                                    | دهم                                   | دور. ۳            | دور. ۴            |                         |                   | تدی شرینگهام              | ۸                 |
| ۹۸–۱۹۹۷                                                                              | لیگ برتر                              | ۳۸                                    | ۱۱                                    | ۱۱                                    | ۱۶                                    | ۴۴                                    | ۵۶                                    | ۴۴                                    | ۱۴ام                                  | دور. ۴            | دور. ۳            |                         |                   | داوید ژینولایورگن کلینزمن | ۹                 |
| ۹۹–۱۹۹۸                                                                              | لیگ برتر                              | ۳۸                                    | ۱۱                                    | ۱۴                                    | ۱۳                                    | ۴۷                                    | ۵۰                                    | ۴۷                                    | ۱۱ام                                  | ن.ن.              | ق.                |                         |                   | استفن ایورسن              | ۱۳                |
| ۲۰۰۰–۱۹۹۹                                                                            | لیگ برتر                              | ۳۸                                    | ۱۵                                    | ۸                                     | ۱۵                                    | ۵۷                                    | ۴۹                                    | ۵۳                                    | دهم                                   | دور. ۳            | دور. ۴            | ج.یوفا                  | دور. ۲            | استفن ایورسن              | ۱۷                |
| ۰۱–۲۰۰۰                                                                              | لیگ برتر                              | ۳۸                                    | ۱۳                                    | ۱۰                                    | ۱۵                                    | ۴۷                                    | ۵۴                                    | ۴۹                                    | ۱۲ام                                  | ن.ن.              | دور. ۳            |                         |                   | سرهی ربروف                | ۱۲                |
| ۰۲–۲۰۰۱                                                                              | لیگ برتر                              | ۳۸                                    | ۱۴                                    | ۸                                     | ۱۶                                    | ۴۹                                    | ۵۳                                    | ۵۰                                    | نهم                                   | م. ۱/۴            | ن.ق.              |                         |                   | گاس پویت                  | ۱۴                |
| ۰۳–۲۰۰۲                                                                              | لیگ برتر                              | ۳۸                                    | ۱۴                                    | ۸                                     | ۱۶                                    | ۵۱                                    | ۶۲                                    | ۵۰                                    | دهم                                   | دور. ۳            | دور. ۳            |                         |                   | تدی شرینگهامرابی کین      | ۱۳                |
| ۰۴–۲۰۰۳                                                                              | لیگ برتر                              | ۳۸                                    | ۱۳                                    | ۶                                     | ۱۹                                    | ۴۷                                    | ۵۷                                    | ۴۵                                    | ۱۴ام                                  | دور. ۴            | م. ۱/۴            |                         |                   | رابی کین                  | ۱۶                |
| ۰۵–۲۰۰۴                                                                              | لیگ برتر                              | ۳۸                                    | ۱۴                                    | ۱۰                                    | ۱۴                                    | ۴۷                                    | ۴۱                                    | ۵۲                                    | نهم                                   | م. ۱/۴            | م. ۱/۴            |                         |                   | جرمین دفو                 | ۲۲                |
| ۰۶–۲۰۰۵                                                                              | لیگ برتر                              | ۳۸                                    | ۱۸                                    | ۱۱                                    | ۹                                     | ۵۳                                    | ۳۸                                    | ۶۵                                    | پنجم                                  | دور. ۳            | دور. ۲            |                         |                   | رابی کین                  | ۱۶                |
| ۰۷–۲۰۰۶                                                                              | لیگ برتر                              | ۳۸                                    | ۱۷                                    | ۹                                     | ۱۲                                    | ۵۷                                    | ۵۴                                    | ۶۰                                    | پنجم                                  | م. ۱/۴            | ن.ن.              | ج.یوفا                  | م. ۱/۴            | دیمیتار برباتوف           | ۲۳                |
| ۰۸–۲۰۰۷                                                                              | لیگ برتر                              | ۳۸                                    | ۱۱                                    | ۱۳                                    | ۱۴                                    | ۶۶                                    | ۶۱                                    | ۴۶                                    | ۱۱ام                                  | دور. ۴            | ق.                | ج.یوفا                  | م. ۱/۸            | دیمیتار برباتوفرابی کین   | ۲۳                |
| ۰۹–۲۰۰۸                                                                              | لیگ برتر                              | ۳۸                                    | ۱۴                                    | ۹                                     | ۱۵                                    | ۴۵                                    | ۴۵                                    | ۵۱                                    | هشتم                                  | دور. ۴            | ن.ق.              | ج.یوفا                  | م. ۱/۱۶           | دارن بنت                  | ۱۷                |
| ۱۰–۲۰۰۹                                                                              | لیگ برتر                              | ۳۸                                    | ۲۱                                    | ۷                                     | ۱۰                                    | ۶۷                                    | ۴۱                                    | ۷۰                                    | چهارم                                 | ن.ن.              | م. ۱/۴            |                         |                   | جرمین دفو                 | ۲۴                |
| ۱۱–۲۰۱۰                                                                              | لیگ برتر                              | ۳۸                                    | ۱۶                                    | ۱۴                                    | ۸                                     | ۵۵                                    | ۴۶                                    | ۶۲                                    | پنجم                                  | دور. ۴            | دور. ۳            | ل.ق.اروپا               | م. ۱/۴            | رافائل فن‌درفارت           | ۱۵                |
| ۱۲–۲۰۱۱                                                                              | لیگ برتر                              | ۳۸                                    | ۲۰                                    | ۹                                     | ۹                                     | ۶۶                                    | ۴۱                                    | ۶۹                                    | چهارم                                 | ن.ن.              | دور. ۳            | ل.اروپا                 | م.گ.              | امانوئل آدبایور           | ۱۸                |
| ۱۳–۲۰۱۲                                                                              | لیگ برتر                              | ۳۸                                    | ۲۱                                    | ۹                                     | ۸                                     | ۶۶                                    | ۴۶                                    | ۷۲                                    | پنجم                                  | دور. ۴            | دور. ۴            | ل.اروپا                 | م. ۱/۴            | گرث بیل                   | ۲۶                |
| ۱۴–۲۰۱۳                                                                              | لیگ برتر                              | ۳۸                                    | ۲۱                                    | ۶                                     | ۱۱                                    | ۵۵                                    | ۵۱                                    | ۶۹                                    | ششم                                   | دور. ۳            | م. ۱/۴            | ل.اروپا                 | م. ۱/۱۶           | امانوئل آدبایور           | ۱۴                |
| ۱۵–۲۰۱۴                                                                              | لیگ برتر                              | ۳۸                                    | ۱۹                                    | ۷                                     | ۱۲                                    | ۵۸                                    | ۵۳                                    | ۶۴                                    | پنجم                                  | دور. ۴            | ن.ق.              | ل.اروپا                 | م. ۱/۱۶           | هری کین                   | ۳۱                |
| ۱۶–۲۰۱۵                                                                              | لیگ برتر                              | ۳۸                                    | ۱۹                                    | ۱۳                                    | ۶                                     | ۶۹                                    | ۳۵                                    | ۷۰                                    | سوم                                   | دور. ۵            | دور. ۳            | ل.اروپا                 | م. ۱/۸            | هری کین                   | ۲۸                |
| ۱۷–۲۰۱۶                                                                              | لیگ برتر                              | ۳۸                                    | ۲۶                                    | ۸                                     | ۴                                     | ۸۶                                    | ۲۶                                    | ۸۶                                    | دوم                                   | ن.ن.              | دور. ۴            | ل.ق.اروپا               | م.گ.              | هری کین                   | ۳۵                |
| ۱۷–۲۰۱۶                                                                              | لیگ برتر                              | ۳۸                                    | ۲۶                                    | ۸                                     | ۴                                     | ۸۶                                    | ۲۶                                    | ۸۶                                    | دوم                                   | ن.ن.              | دور. ۴            | ل.اروپا                 | م. ۱/۱۶           | هری کین                   | ۳۵                |
| ۱۸–۲۰۱۷                                                                              | لیگ برتر                              | ۳۸                                    | ۲۳                                    | ۸                                     | ۷                                     | ۷۴                                    | ۳۶                                    | ۷۷                                    | سوم                                   | ن.ن.              | دور. ۴            | ل.ق.اروپا               | م. ۱/۸            | هری کین                   | ۴۱                |
| ۱۹–۲۰۱۸                                                                              | لیگ برتر                              | ۳۸                                    | ۲۳                                    | ۲                                     | ۱۳                                    | ۶۷                                    | ۳۹                                    | ۷۱                                    | چهارم                                 | دور. ۴            | ن.ن.              | ل.ق.اروپا               | ن.ق.              | هری کین                   | ۲۴                |
| ۲۰–۲۰۱۹                                                                              | لیگ برتر                              | ۳۸                                    | ۱۶                                    | ۱۱                                    | ۱۱                                    | ۶۱                                    | ۴۷                                    | ۵۹                                    | ششم                                   | دور. ۵            | دور. ۳            | ل.ق.اروپا               | م. ۱/۸            | هری کین                   | ۲۴                |
| ۲۱–۲۰۲۰                                                                              | لیگ برتر                              | ۳۸                                    | ۱۸                                    | ۸                                     | ۱۲                                    | ۶۸                                    | ۴۵                                    | ۶۲                                    | هفتم                                  | دور. ۵            | ن.ق.              | ل.اروپا                 | م. ۱/۸            | هری کین                   | ۳۳                |

### راهنما
| راهنمای جدول                                                                          | راهنمای جدول                    | راهنمای جدول | راهنمای جدول          | راهنمای جدول | راهنمای جدول               |
| راهنما                                                                                | تعریف                           | راهنما       | تعریف                 | راهنما       | تعریف                      |
| ------------------------------------------------------------------------------------- | ------------------------------- | ------------ | --------------------- | ------------ | -------------------------- |
| بازی                                                                                  | مجموع بازی‌ها در لیگ             | ل.اتحاد      | لیگ اتحاد             | م.گ.         | مرحله گروهی                |
| ق.                                                                                    | قهرمان                          | ل.غربی       | لیگ غربی              | م.انتخابی    | مرحله انتخابی              |
| ت.                                                                                    | مجموع تساوی‌ها در لیگ            | ج.خ.جنوبی    | جام خیریه جنوبی       | دور. ۱       | دور اول از رقابت‌ها         |
| ش.                                                                                    | مجموع شکست‌ها در لیگ             | ل.تمس و مدوی | لیگ تمس و مدوی        | دور. ۲       | دور دوم از رقابت‌ها         |
| گ.ز.                                                                                  | مجموع گل‌های زده در لیگ          | ل.همبستگی.ج. | لیگ همبستگی جنوبی     | دور. ۳       | دور سوم از رقابت‌ها         |
| گ.خ.                                                                                  | مجموع گل‌های خورده در لیگ        | ل.لندن       | لیگ لندن              | دور. ۴       | دور چهارم از رقابت‌ها       |
| امتیاز                                                                                | مجمع امتیازات در لیگ            | ج.خ.جنوبی    | جام خیریه جنوبی       | دور. ۵       | دور پنجم از رقابت‌ها        |
| رتبه                                                                                  | رتبه نهایی در جدول لیگ          | سوپرجام.ل.ف. | سوپرجام لیگ فوتبال    | م. ۱/۱۶      | مرحله یک‌شانزدهم از رقابت‌ها |
| لیگ برتر                                                                              | لیگ برتر فوتبال انگلستان        | بازی خیریه   | بازی خیریه            | م. ۱/۸       | مرحله یک‌هشتم از رقابت‌ها    |
| دسته ۱                                                                                | دسته اول لیگ فوتبال انگلستان    | ج.در.ج.      | جام برندگان جام اروپا | م. ۱/۴       | مرحله یک‌چهارم از رقابت‌ها   |
| دسته ۲                                                                                | دسته دوم از لیگ فوتبال انگلستان | ج.یوفا       | جام یوفا              | ن.ن.         | مرحله نیمه-نهایی رقابت‌ها   |
| ل.جنوب                                                                                | لیگ جنوبی فوتبال انگلستان       | ل.اروپا      | لیگ اروپا             | ن.ق.         | نایب‌قهرمان                 |
| ج.خ.ولینگبورو                                                                         | جام خیریه ولینگبورو             | ل.ق.اروپا    | لیگ قهرمانان اروپا    | ق.           | قهرمان                     |
| \| قهرمان \| نایب‌قهرمان \| صعود \| سقوط \| \| ------ \| ---------- \| ---- \| ---- \| |                                 |              |                       |              |                            |
| قهرمان                                                                                | نایب‌قهرمان                      | صعود         | سقوط                  |              |                            |

## یادداشت
1. ↑  گل‌های به ثمر رسیده در تمامی مسابقات محاسبه شده‌اند: لیگ جنوبی، لیگ فوتبال، لیگ برتر، جام حذفی، جام اتحادیه، رقابت‌های یوفا و جام خیریه و همچنین رقابت‌های جام خیریه جنوبی، جام خیریه لندن و صندوق خیریه لندن.
2. ↑  لیگ جنوبی تا سال ۱۹۲۰ با لیگ فوتبال انگلیس یکی نشد، و تقریباً معادل یک لیگ درجه یک موازی با آن بود، و بنابراین در ستون‌های اول این جدول فهرست شده‌است.
3. ↑  یک لیگ کوتاه‌مدت در جنوب انگلستان
4. ↑  یک لیگ کوتاه‌مدت در جنوب انگلستان
5. ↑  یک لیگ موازی با حضور باشگاه‌هایی از لیگ جنوبی به‌علاوه آرسنال از لیگ فوتبال انگلیس.
6. ↑  نام این مسابقه در کتاب گودوین «جام خیریه جنوبی» است، اگرچه این نام با مقاله ویکی‌پدیا با نام جام خیریه کلانتری لندن (جد جام خیریه اتحادیه فوتبال امروزی) مطابقت ندارد. با این حال، هر دو یک رقابت هستند.
7. ↑  جام خیریه اتحادیه لندن: این رقابت‌های چند مرحله‌ای متفاوت از جام خیریه فدراسیون فوتبال انگلستان است.
8. ↑  به شکل تک-بازی برگزار می‌شد؛ در گودوین ثبت شده‌است اما در ویکی‌پدیا نه.
9. ↑  در سال‌های اولیه از جام خیریه، این مسابقه در ماه مه و در پایان فصل برگزار می‌شد، و بعداً در ابتدای هر فصل انجام شد. جام خیریه ۱۹۲۰ بخشی از فصل ۲۰–۱۹۱۹ است.
10. ↑  بدترین رتبه در لیگ.
11. ↑  اولین تیمی که توانست دوگانه لیگ و جام حذفی را در قرن بیستم کسب کند.
12. ↑  از فصل ۸۲–۱۹۸۱ هر برد سه امتیازی شد.
13. 1 2 3  در فاصله سال‌های ۱۹۸۵ تا ۱۹۹۱، باشگاه‌های انگلیسی پس از فاجعه ورزشگاه هیسل در جریان فینال جام باشگاه‌های اروپا ۱۹۸۵ از رقابتهای اروپایی محروم شدند.
14. ↑  تاتنهام، سه گلزن خود را در این مسابقات در ژوئن/ژوئیه ۱۹۹۵ از دست داد.